# 러브 & 트러블
《러브 & 트러블》(영어: Love and Other Disasters)은 2006년 공개된 영화이다.

## 출연

### 주연
- 브리트니 머피
- 산티아고 카브레라
- 매튜 리즈

### 조연
- 사만다 블룸
- 캐서린 테이트
- 스테파니 비컴
- 엘리어트 코원
- 윌 킨

## 기타
- 제작부: 앨리슨 오웬
- 제작부: 스티브 클락 홀
- 미술: 앨리스 노밍턴
- 의상: 미쉘 클랩턴
- 배역: 케이트 도드